# Економіка Харківської області
Харківська область має значний економічний потенціал і є одною з найіндустріально розвинених регіонів країни

## Корисні копалини
Область має відносно великі запаси деяких видів корисних копалин. Зокрема зустрічаються енергоносії та неметалеві корисні копалини, які служать сировиною для паливно-енергетичної промисловості, будівельних матеріалів, хімічної, скляної і фарфоро-фаянсової промисловості. Енергоносії представлені, головним чином, родовищами природного газу, нафти, кам'яного і бурого вугілля, газових сланців. В межах області знаходяться велика кількість родовищ нафти і природного газу. Найбільшим газовим родовищем є Шебелинське. Свого часу за своїми запасами воно було найбільшим в Європі і Радянському Союзі. До теперішнього часу основна частина ресурсів родовища вироблена.
З неметалічних корисних копалин найпоширеніші в області будівельні матеріали: вапняк, крейда, піски, глини. Велика частина родовищ цієї сировини розташована на території Харківської агломерації, в Дергачівському, Ізюмському, Валківському, Чугуївському та Балаклійському районах. По всій території Харківської області поширені цегляно-черепичні суглинки і глини.

## Промисловість
Харківська область має багатогалузевий промисловий комплекс. Провідну роль в ньому відіграють машинобудування, паливно-енергетична, хіміко-фармацевтична, харчова промисловість.
Важливе місце тут займає найбільший в Україні машинобудівний комплекс. З одного боку, завдяки наявності кваліфікованих кадрів, він представлений виробництвом складної продукції (генераторів, верстатів, приладів і засобів автоматизації, інструментів). З іншого боку, завдяки близькості металургійної бази Придніпров'я і Донбасу, в його склад входить виробництво металлоємної продукції (тракторів, турбін, бронетехніки, дизелів, важких верстатів, гірських, підйомно-транспортних і дорожніх машин).
У структурі промисловості, регіон має невелику вагу хімічної промисловості Вона включає в себе різноманітні і практично мало пов'язані між собою виробництва. До них можна віднести виробництво лаків, фарб, антикорозійних засобів покриття, пластмасових виробів, хімічних реактивів, газоподібного азоту, кисню, аргону, парфюмерно-косметичної продукції, медичних препаратів, стоматологічних матеріалів, продуктів газохімічної переробки та ін.
Харківський регіон має велику сировинну базу для виробництва багатьох видів будівельних матеріалів: цементу, керамічних виробів, стінових, ізоляційних і азбестоцементних матеріалів, залізобетону, покрівельних матеріалів, облицювальних плиток та іншої продукції.
У січні–листопаді 2021 року підприємствами області реалізовано промислової продукції на 204,5 млрд.грн.

## Сільське господарство
Розвитку сільського господарства в області значною мірою сприяє природно-кліматичний фактор — наявність родючих, переважно чорноземних ґрунтів, достатня кількість зволоження, хороша забезпеченість теплом і сонячним світлом. Відносно висока щільність сільського населення дозволяє залучати до сільськогосподарського виробництва необхідні трудові ресурси. Сумарна площа сільськогосподарських угідь — 2371 тис. га, з них на орні землі припадає 82,6 %, на пасовища — 12,5 %, на сіножаті — 4,9 %.
Провідною галуззю рослинництва є зернове господарство, на частку якого припадає до 60 % виробництва рослинницької продукції. Зернове господарство області представлено широко. Вирощують озимі та ярі зернові культури: пшеницю, жито, овес, ячмінь, кукурудзу на зерно, просо, гречку. Найважливіші технічні культури області — цукровий буряк і соняшник. Зазвичай вони займають близько 14-15 % посівних площ області[1]. Культура цукрових буряків набула поширення на Харківщині ще в 20-ті роки XIX ст.
На початок 2022 р. у господарствах усіх категорій Харківської області налічувалось 134,2 тис.голів великої рогатої худоби (у т.ч.65,2 тис. корів), 157,1 тис. свиней, 47,6 тис. овець та кіз, 6,3 млн. голів птиці свійської. У січні–грудні 2021 р. у господарствах усіх категорій виробництво м’яса (у живій масі) склало 104,2 тис.т, молока – 427,1 тис.т, вовни – 46 т, яєць птиці свійської – 481,0 млн.штук

## Інфраструктура
Транспортно-географічне положення Харківської області, високий рівень її індустріалізації, розвинене сільське господарство, інтенсивні міжрегіональні та міжнародні виробничо-економічні зв'язки зумовили більш розвинутою на її території всіх видів наземного транспорту. Склалася густа мережа шляхів сполучення, представлена залізничним, автомобільним і трубопровідним транспортом. Довжина залізничних колій загального користування становить 1 442 , автомобільних — 15 тис. км. Протяжність магістральних трубопроводів — кілька сотень кілометрів.
За протяжністю залізниць Харківська область займає в країні 3-е місце, поступаючись Донецькій і Дніпропетровській областям. У структурі перевезень залізничного транспорту переважають вантажні перевезення. Номенклатура вантажів, що перевозяться залізничним транспортом, налічує кілька сотень найменувань, але провідне місце серед них займають мінеральні будівельні матеріали, хлібні вантажі, чорні метали (включаючи лом), нафтопродукти, сільськогосподарські машини, кам'яне вугілля.
Харківська область, завдяки розвиненій транспортній мережі та широкої загальнодержавної спеціалізації по найважливіших видах продукції, що виробляється, має різноманітні економічні зв'язки з усіма областями України і багатьма зарубіжними країнами.
У 2021 році підприємствами транспорту перевезено 43,0 млн.т вантажів, що становить 98,3% від обсягів 2020 року Послугами пасажирського транспорту в 2021 році скористалося 311,1 млн. пасажирів, або 89,3% порівняно з 2020 року.

## Торгівля
У січні–листопаді 2021 року експорт товарів Харківської області становив 1597,9 млн.дол. США, імпорт – 2184,3 млн.дол. Зовнішньоторговельні операції проводились із партнерами зі 166 країн світу. У січні–листопаді 2023 року експорт товарів становив 706,5 млн.дол. США, імпорт –1381,9 млн.дол. США. Зовнішньоторговельні операції проводились із партнерами зі 148 країн світу.
У Харківській області у грудні 2021 р. мережа автозаправних станцій (АЗС) налічувала 462 одиниці, загальний товарооборот від продажу світлих нафтопродуктів і газу через мережу АЗС становив 1048,3 млн.грн, роздрібний товарооборот – 822,9 млн.грн..